# Joey Votto
Joseph Daniel Votto (né le 10 septembre 1983 à Toronto, Ontario, Canada) est un joueur de premier but des Reds de Cincinnati de la Ligue majeure de baseball.
Nommé joueur par excellence de la Ligue nationale en 2010, Joey Votto mène la ligue à 6 reprises pour la moyenne de présence sur les buts, à 5 reprises pour les buts sur balles, une fois pour la moyenne de puissance, une fois pour les doubles et deux fois pour l'OPS.
En 2010 et 2017, il gagne le trophée Lou Marsh de l'athlète par excellence de l'année au Canada. Il est le seul joueur de baseball à recevoir deux fois ce prix.
Après la 2020, il est le joueur en activité dans le baseball majeur qui possède la moyenne de présence sur les buts (,419) la plus élevée.

## Carrière
Natif d'Etobicoke, partie occidentale de la ville de Toronto, Joey Votto est repêché dès la fin de ses études secondaires, le 4 juin 2002, par les Reds de Cincinnati au deuxième tour de sélection.
Il fait ses débuts en Ligue majeure le 4 septembre 2007 et enchaîne sur une belle saison 2008 lui valant une deuxième place lors du vote de désignation de la meilleure recrue de l'année en Ligue nationale.
Sélectionné en équipe du Canada, il prend part à la Classique mondiale de baseball 2009.
Au cours de la saison 2009 des Reds, Votto est placé sur la liste des joueurs blessés en raison de vertiges causés par une infection de l'oreille interne, d'un problème de dépression et de crises de panique pour lesquelles il a besoin d'aide médicale. Malgré ces soucis médicaux, Joey Votto signe une belle saison, avec une moyenne au bâton de 0,322. Il termine 22e lors du vote désignant le meilleur joueur de la saison en Ligue nationale.

## Reds de Cincinnati

### Saison 2010
Joey Votto remporte le titre de joueur par excellence de la saison 2010 dans la Ligue nationale, recevant 31 des 32 votes de première place au scrutin et privant Albert Pujols, deuxième au scrutin, d'un troisième titre du genre consécutif. Votto devient le troisième Canadien à être nommé joueur par excellence, après Larry Walker en 1997 et Justin Morneau en 2006. Au cours de la saison 2010, Votto mène les majeures pour la moyenne de présence sur les buts (,424) et est premier de la Ligue nationale avec une moyenne de puissance de ,600. Avec une moyenne au bâton de ,324, il n'est devancé que par Carlos Gonzalez des Rockies du Colorado. Il réussit 177 coups sûrs, dont 37 coups de circuit et termine troisième pour les points produits avec 113. Il marque de plus 106 points. Il reçoit durant l'été sa première invitation au match des étoiles.
Dans une année notamment marquée par les succès canadiens aux Jeux olympiques de Vancouver, Votto reçoit en 2010 le trophée Lou Marsh remis annuellement à l'athlète par excellence au Canada. Il est le 3e joueur de baseball à recevoir ce prix, après Ferguson Jenkins en 1974 et Larry Walker en 1998.

### Saison 2011
Malgré la décevante saison des Reds et des performances légèrement inférieures à celle de son année 2010 où il avait été le meilleur joueur de la Ligue nationale, Votto excelle une fois de plus en 2011 en dominant la Nationale pour les doubles (40), la moyenne de présence sur les buts (,416) et le nombre de buts-sur-balles (110) soutirés aux lanceurs adverses. Il est dans le top 10 de la Nationale pour les coups sûrs (185) et les points produits (103), dans le top 5 de la Nationale pour les points marqués (101), dixième dans les majeures avec ,309 de moyenne au bâton et il claque 29 coups de circuit.
Il honore sa deuxième sélection au match des étoiles et reçoit en fin d'année son premier Gant doré, remis au meilleur joueur défensif à la position de premier but.

### Saison 2012

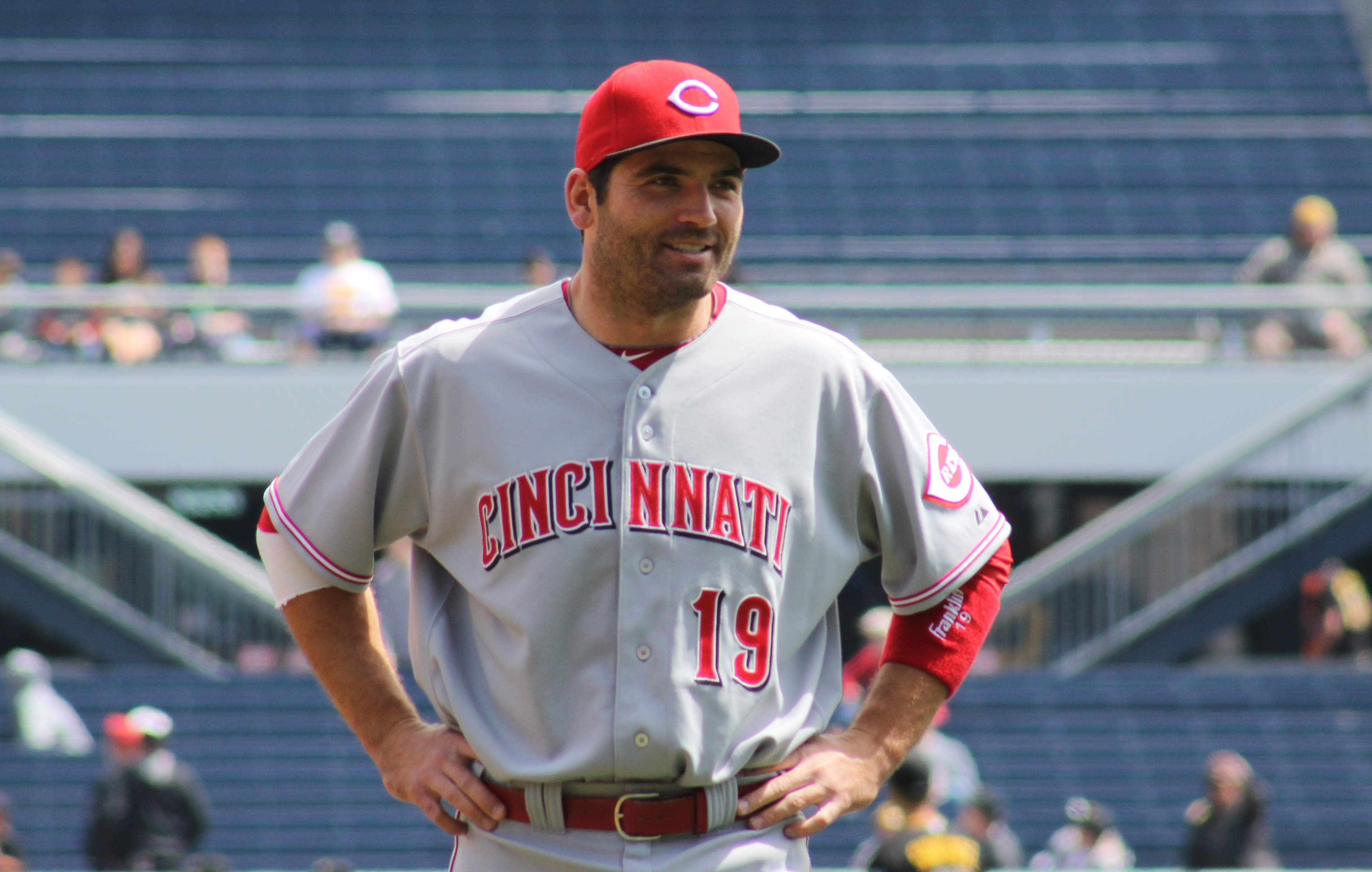
Joey Votto en avril 2014.

Le 2 avril 2012, les Reds accordent un contrat majeur à Joey Votto, qui était déjà lié par contrat aux Reds jusqu'à la fin de la saison 2013. Il obtient une prolongation de contrat de 10 saisons pour 225 millions de dollars US. La nouvelle entente, qui le lie aux Reds jusqu'en 2023, est le quatrième contrat le plus cher dans l'histoire des Ligues majeures après ceux d'Alex Rodriguez (275 millions, 10 ans avec les Yankees en 2007), Albert Pujols (254 millions, 10 ans avec les Angels en 2011) et un autre contrat de Rodriguez (252 millions, 10 avec Texas en 2001). Votto devient aussi l'athlète canadien le mieux payé de l'histoire.
Votto reçoit en 2012 sa troisième invitation en trois ans au match des étoiles et, pour la première fois, il est voté par le public joueur de premier but partant de l'équipe de la Ligue nationale.
Le 16 juillet, Votto est placé sur la liste des joueurs blessés et une opération au genou gauche doit le tenir à l'écart du jeu pour 3 ou 4 semaines. Au moment de cette blessure, Votto est parmi les meilleurs joueurs de la ligue et mène les majeures pour le pourcentage de présence sur les buts.

### Saison 2015

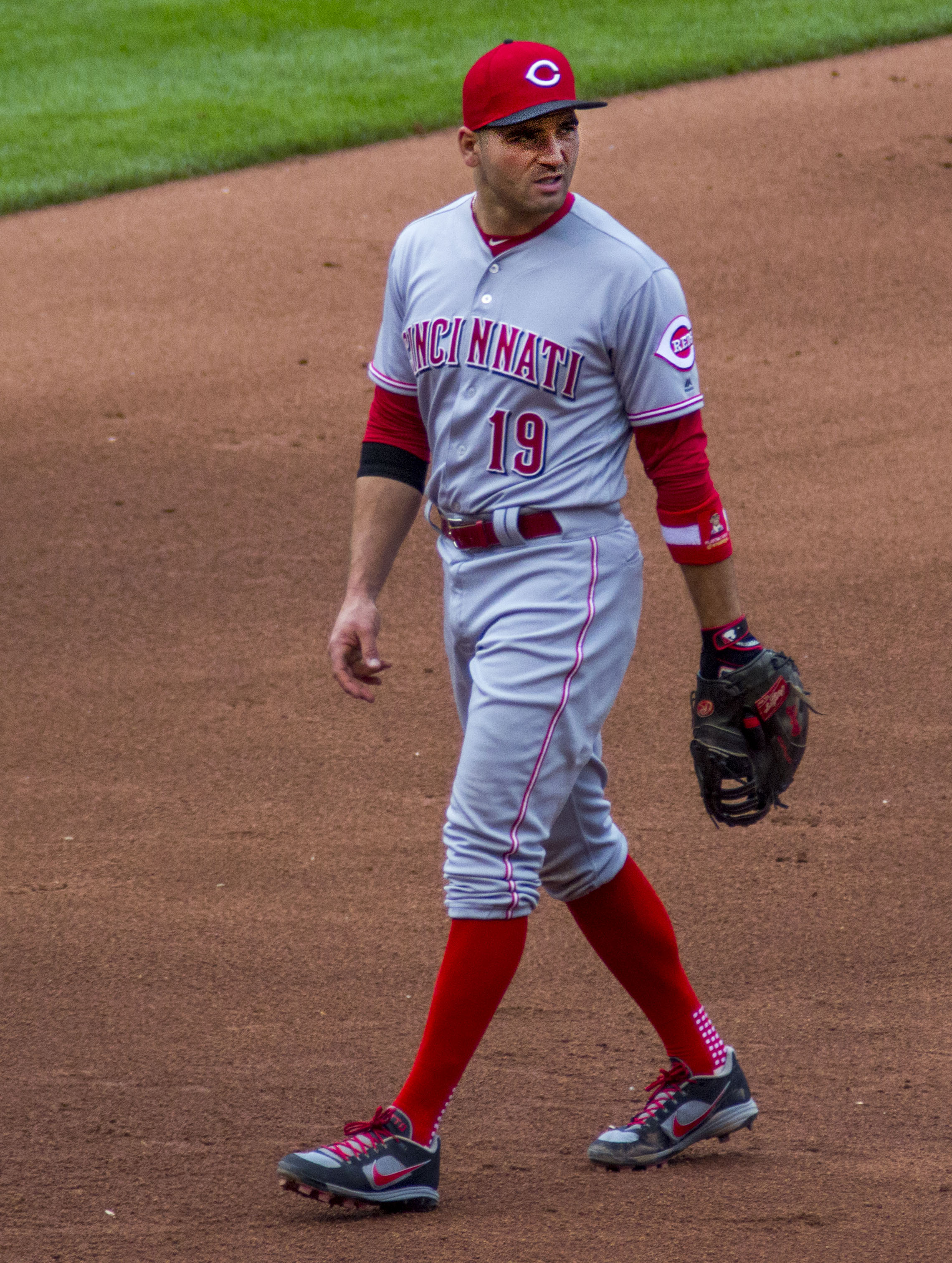
Joey Votto en 2017.

### Saison 2017
Votto joue tous les matchs des Reds en 2017. En 162 parties jouées, il maintient une moyenne au bâton de ,320 avec 179 coups sûrs et 36 circuits, un de moins que son record personnel établi en 2010.
Il mène la Ligue nationale pour la 6e fois et le baseball majeur pour la 3e fois pour la moyenne de présence sur les buts avec la seconde plus élevée (,454) de sa carrière.
Il mène la Ligue nationale pour la 5e fois et le baseball majeur pour la 3e fois au chapitre des buts sur balles, avec 134.
Votto rate de peu son second titre du joueur par excellence de la saison : au vote de fin d'année, Giancarlo Stanton des Marlins de Miami reçoit le prix en récoltant 302 points, contre 300 pour Votto. C'est le scrutin le plus serré pour ce prix depuis 1979.
En décembre 2017, Joey Votto reçoit le trophée Lou Marsh de l'athlète de l'année au Canada ; déjà lauréat en 2010, il est le premier joueur de baseball à gagner deux fois ce prix.

### saison 2023
Après n’avoir joué que 65 matchs lors de la saison 2023, les Reds ont racheté la dernière année de son contrat pour 7 millions de dollars, le rendant par le fait même joueur autonome.

## Blue Jays de Toronto

### saison 2024
En mars 2024, après avoir été très présent sur les réseaux sociaux pour réclamer, avec humour, une chance de revenir dans les majeurs il signe un contrat des ligues mineures avec les Blue Jays de Toronto, l’équipe de son enfance.

## Statistiques
| Saison | Équipe     | G    | AB   | R   | H    | 2B  | 3B | HR  | RBI | SB | BA    |
| ------ | ---------- | ---- | ---- | --- | ---- | --- | -- | --- | --- | -- | ----- |
| 2007   | Cincinnati | 24   | 84   | 11  | 27   | 7   | 0  | 4   | 17  | 1  | 0,321 |
| 2008   | Cincinnati | 151  | 526  | 69  | 156  | 32  | 3  | 24  | 84  | 7  | 0,297 |
| 2009   | Cincinnati | 131  | 469  | 82  | 151  | 38  | 1  | 25  | 84  | 4  | 0,322 |
| 2010   | Cincinnati | 150  | 547  | 106 | 177  | 36  | 2  | 37  | 113 | 16 | 0,324 |
| 2011   | Cincinnati | 161  | 599  | 101 | 185  | 40  | 3  | 29  | 103 | 8  | 0,309 |
| 2012   | Cincinnati | 111  | 374  | 59  | 126  | 44  | 0  | 14  | 56  | 5  | 0,337 |
| 2013   | Cincinnati | 162  | 581  | 101 | 177  | 30  | 3  | 24  | 73  | 6  | 0,305 |
| 2014   | Cincinnati | 62   | 220  | 32  | 56   | 16  | 0  | 6   | 23  | 1  | 0,255 |
| 2015   | Cincinnati | 158  | 545  | 95  | 171  | 33  | 2  | 29  | 80  | 11 | 0,314 |
| 2016   | Cincinnati | 158  | 556  | 101 | 181  | 34  | 2  | 29  | 97  | 8  | 0,326 |
| 2017   | Cincinnati | 162  | 559  | 106 | 179  | 34  | 1  | 36  | 100 | 5  | 0,320 |
| 2018   | Cincinnati | 145  | 503  | 67  | 143  | 28  | 2  | 12  | 67  | 2  | 0,284 |
| Totaux | Totaux     | 1575 | 5563 | 930 | 1729 | 372 | 19 | 269 | 897 | 74 | 0,311 |

| Saison | Équipe     | G | AB | R | H | 2B | 3B | HR | RBI | SB | BA    |
| ------ | ---------- | - | -- | - | - | -- | -- | -- | --- | -- | ----- |
| 2010   | Cincinnati | 3 | 10 | 0 | 1 | 0  | 0  | 0  | 1   | 0  | .100  |
| 2012   | Cincinnati | 5 | 18 | 3 | 7 | 0  | 0  | 0  | 0   | 0  | .389  |
| 2013   | Cincinnati | 1 | 4  | 0 | 0 | 0  | 0  | 0  | 0   | 0  | .000  |
| Totaux | Totaux     | 9 | 32 | 3 | 8 | 0  | 0  | 0  | 1   | 0  | 0,250 |

Note : G = Matches joués ; AB = Passages au bâton; R = Points ; H = Coups sûrs ; 2B = Doubles ; 3B = Triples ; 
HR = Coup de circuit ; RBI = Points produits ; SB = Buts volés ; BA = Moyenne au bâton.